# Calice Ligure
Calice Ligure (ligur nyelven Côrxi vagy Càrxi) település Olaszországban, Liguria régióban, Savona megyében. Lakosainak száma 1688 fő (2023. január 1.). Calice Ligure Bormida, Finale Ligure, Mallare, Orco Feglino, Rialto és Tovo San Giacomo községekkel határos.

## Népesség
A település népességének változása:
| Lakosok száma | 1720 | 1726 | 1688 |
|               | 2017 | 2018 | 2023 |